# Dryopteris nobilis
Dryopteris nobilis är en träjonväxtart som beskrevs av Ren-Chang Ching. Dryopteris nobilis ingår i släktet Dryopteris och familjen Dryopteridaceae. Utöver nominatformen finns också underarten D. n. fengiana.